# عبد الله المطيري (لاعب كرة قدم مواليد 2006)
عبد الله حمد المطيري لاعب كرة قدم سعودي و يلعب كمدافع و يلعب حالياً مع النادي الفيصلي السعودي.